# Vijalpor
Vijalpor é uma cidade e um município no distrito de Navsari, no estado indiano de Gujarat.

## Demografia
Segundo o censo de 2001, Vijalpor tinha uma população de 53 912 habitantes. Os indivíduos do sexo masculino constituem 54% da população e os do sexo feminino 46%. Vijalpor tem uma taxa de literacia de 73%, superior à média nacional de 59,5%: a literacia no sexo masculino é de 79% e no sexo feminino é de 66%. Em Vijalpor, 13% da população está abaixo dos 6 anos de idade.